# Рудольф Кніч
Рудо́льф Теофі́л Кніч (нім. Rudolf Knietsch; 13 грудня 1854 — 28 травня 1906) — німецький хімік.
Рудольф Кніч народився 19 грудня 1854 року в містечку Оппельн (нині Ополе, Польща) у сім'я коваля. Через малий статок сім'ї він не зміг закінчити гімназії, тому отримав робочу спеціальність і працював слюсарем на залізниці. Пізніше Кніч навчався у ремісничих школах міст Бріг та Гливиці, став студентом промислової академії у Берліні, згодом захистив докторську дисертацію в Єнському університеті.
У 1880—1884 роках Рудольф працював асистентом в університеті, а також консультантом на деяких підприємствах. З 1884 року він працював у компанії «Баденська анілінова і содова фабрика» (BASF).
На фабриці BASF Кнічу вдалося розробити ефективний метод синтезу сульфатної кислоти, завдяки чому фабрика стала світовим лідером з виробництва кислоти.
Ще одним досягненням Кніча є успішне зрідження хлору, так з'явилася можливість його зберігання та транспортування. Пізніше ця розробка була використана Німеччиною для створення першої хімічної зброї.
За великі досягнення у сфері розробок хімічних апаратів в 1904 році радою акціонерів BASF Кніча було обрано директором компанії. Він обіймав цю посаду два роки, до своєї смерті 26 травня 1906 року.